# Fondaparinux
Fondaparinux (cu denumirea comercială Arixtra) este un medicament anticoagulant, similar cu heparinele cu greutate moleculară mică. Calea de administrare disponibilă este cea injectabilă (la nivel subcutanat).

## Utilizări medicale
Fondaparinux este utilizat pentru:
- profilaxia tulburărilor tromboembolice venoase (chirurgie generală sau ortopedică, etc.);
- tratamentul tulburărilor tromboembolice venoase (superficiale acute simptomatice spontane la nivelul membrelor inferioare).